# Little River (Nouvelle-Zélande)
Pour les articles homonymes, voir Little River.
Little River est une ville de la Péninsule de Banks dans la région de Canterbury dans l’Île du Sud de la Nouvelle-Zélande.

## Localisation
La ville de ‘Little River’ est à approximativement à 30 minutes de voiture à partir de la ville d’Akaroa, une destination touristique sur la Péninsule de Banks, et à 45 minutes de voiture à partir de la cité de Christchurch.
Elle est sur le trajet de la route State Highway 75/S H 75 (en), qui relie les villes de Christchurch et d’Akaroa.
‘Little River’ est un lieu important à visiter pour les amateurs de marche et de ‘mountain bike’ et c’est un arrêt très réputé pour ses cafés et la galerie d’art.[citation nécessaire]

## Accès
La route à partir de Christchurch est située au niveau de la mer mais autrefois au-delà de ‘Little River’, la route grimpait raide et sinuait puis tournait sur son trajet vers le sommet.
À  partir du sommet, au niveau de ‘Hilltop’, toutes les baies de la péninsule sont accessibles sur des routes aussi raides et sinueuses conduisant en descendant vers chacune d’elles.
Toutes ces routes ne sont pas recouvertes et certaines ne sont plus accessibles qu'aux véhicules « quatre roues motrices » .

## Chemin de randonnée de ‘Rail Trail
Le chemin de randonnée de Little River Rail Trail (en) est une piste cyclable et un sentier de marche, qui fut ouvert en 2006, et qui suit largement le trajet de l’ancienne ligne de chemin de fer de la branche de Little river (en), qui va de la jonction de ‘Little River, avec la branche de Southbridge (en) au niveau de la ville de Lincoln.
Cette branche fut ouverte vers ‘Little River’ le 11 mars 1886, fermée pour les passagers le 14 avril 1951, et fermé à tous les trafics le 30 juin 1962.
Entre 1927 et 1934, le trafic passagers de la ligne de chemin de fer de ‘Little River’ fut desservi par un autorail expérimental et populaire de type autorail électrique sur batteries Edison (en), le seul de ce type à être construit.

## Population
La population du début du siècle dernier atteignit le millier d’habitants et les personnes furent principalement employées dans la scierie et la production de bois d’œuvre ou dans  l’agriculture.
Une industrie équitablement répartie mais majeure fut la récolte et le battage des graminées du type :  Dactylis  ou cocksfoot.
Aujourd’hui la population du secteur est d’approximativement 1 000 personnes, qui viennent dans le secteur à la recherche d’un style de vie plus campagnard ou rural.

## Agriculture et présentations pastorales
Chaque année en janvier, le festival de « Little River Agricultural and Pastoral Show » se tient dans le beau domaine de ‘Awa-Iti’, situé dans le milieu de la ville.
Celui-ci attire de nombreux visiteurs ainsi que des exposants et des compétiteurs dans l’arène équestre et les nombreuses démonstrations de moutons, bétail, de dressage de chiens, expositions de produits agricoles, de fleurs et de cuisines.

## Voies d’eau

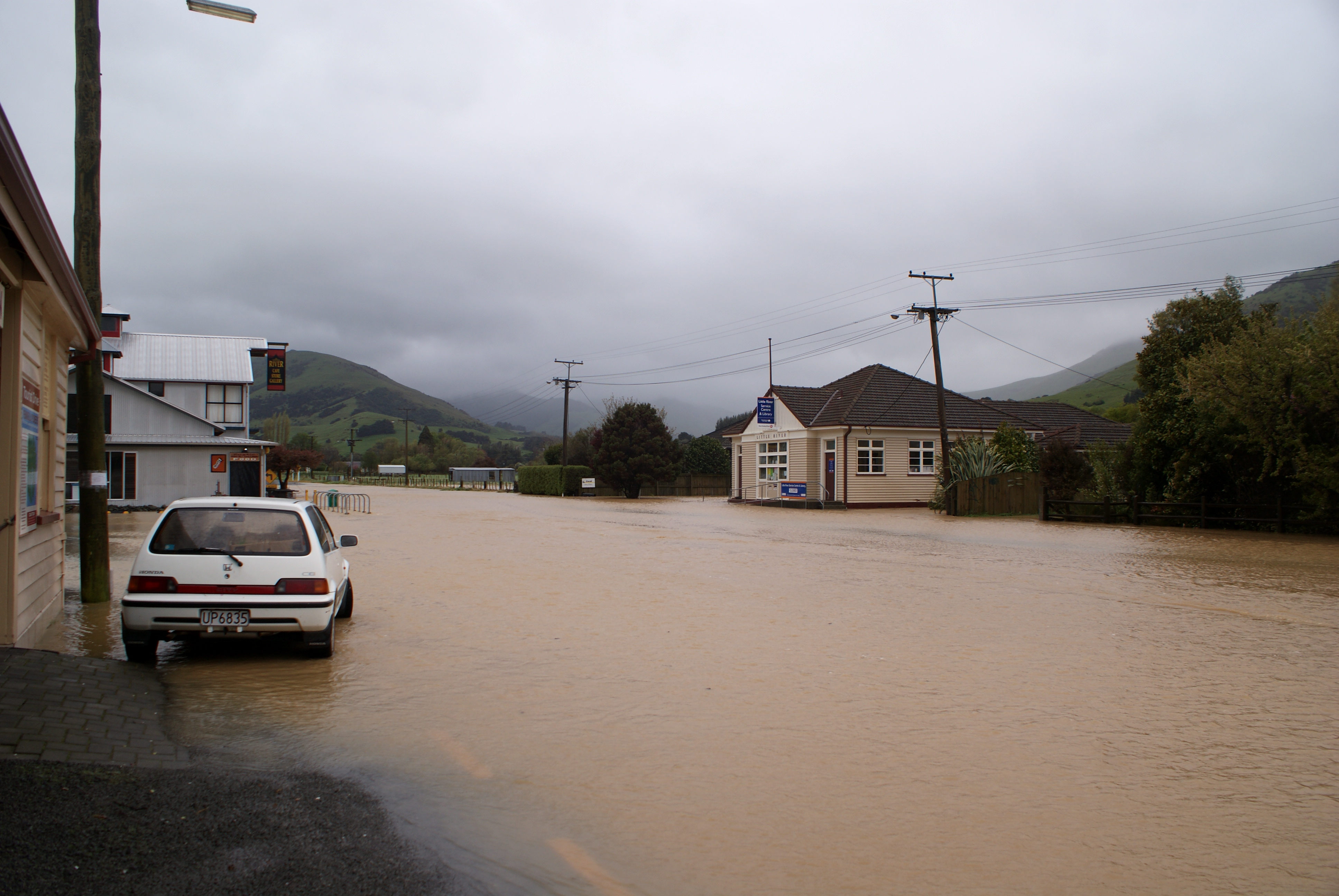
La ville de Little River inondée par le débordement de la rivière Okana en octobre 2011

La ville de ‘Little River’ est nichée dans une vallée profonde où une myriade de torrents et de chutes d’eau convergent pour former la rivière Okana et la rivière Okuti.
La combinaison de leurs eaux forme la rivière Takiritawai, un bref cours d’eau, qui s’écoule dans la partie la plus proximale du lac Wairewa ou  lac Forsyth (en).
Le lac, les rivières et le torrent sont riches en truites, en perche (redfin) et en anguilles (eel).
Le record du monde pour la plus grosse truite, qui y a été attrapée, est tenu dans l’une de ces 3 rivières en 1960[citation nécessaire]
Le 19 octobre 2011, la rivière Okana causa la pire inondation survenue dans la ville de Little River depuis de nombreuses années avec la fermeture de la route State Highway 75/S H 75 (en).
Des résidents de longue date pensent que l’inondation était la pire depuis la tempête Wahine  survenue le 10 avril 1968.